# Iringa (região)
Iringa é uma região da Tanzânia. Sua capital é a cidade de Iringa.

## Distritos
- Iringa Rural
- Iringa Urban
- Kilolo
- Ludewa
- Makete
- Mufindi
- Njombe